# 臺灣高等法院

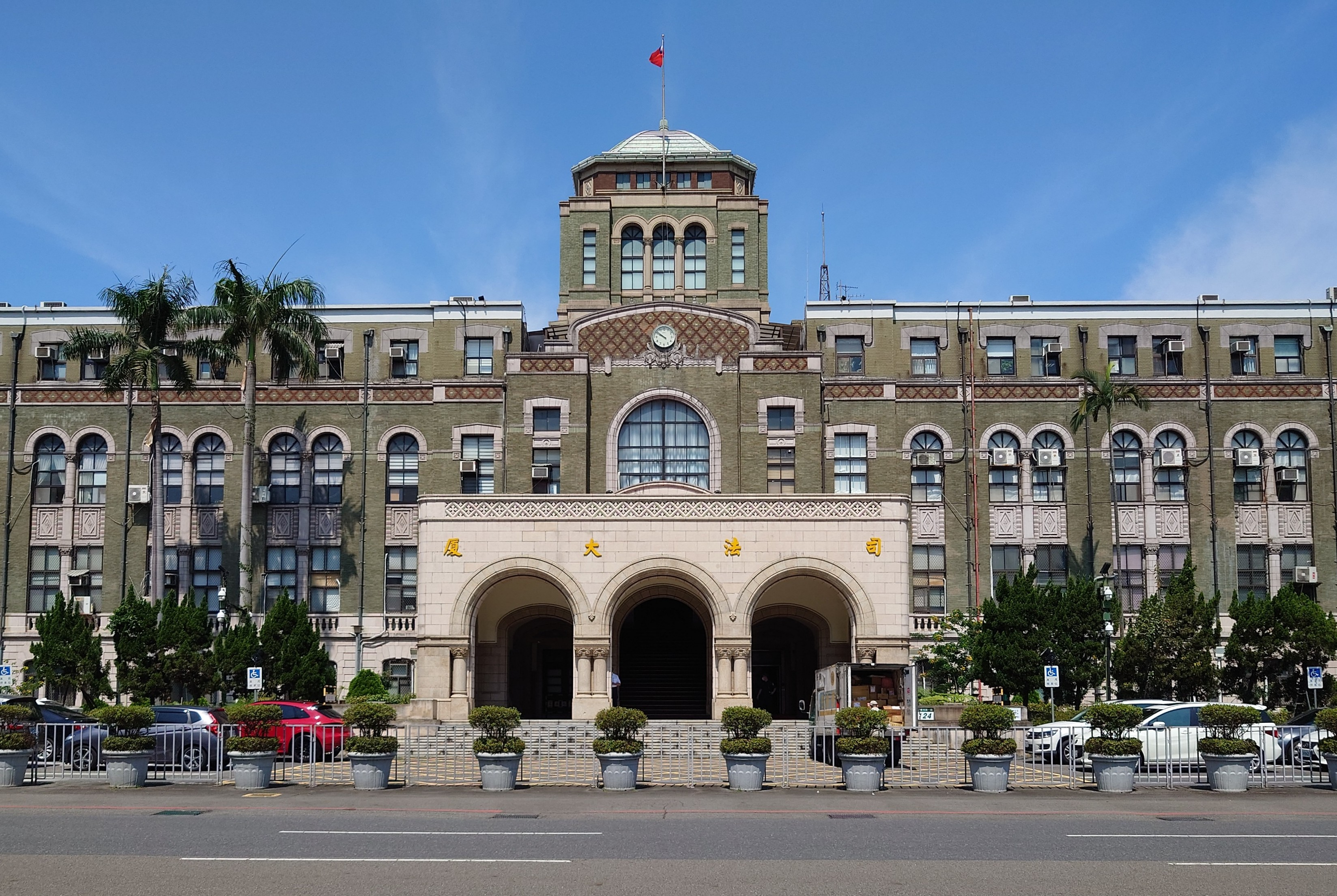
今日的司法大廈也是昔日臺灣總督府高等法院所在地

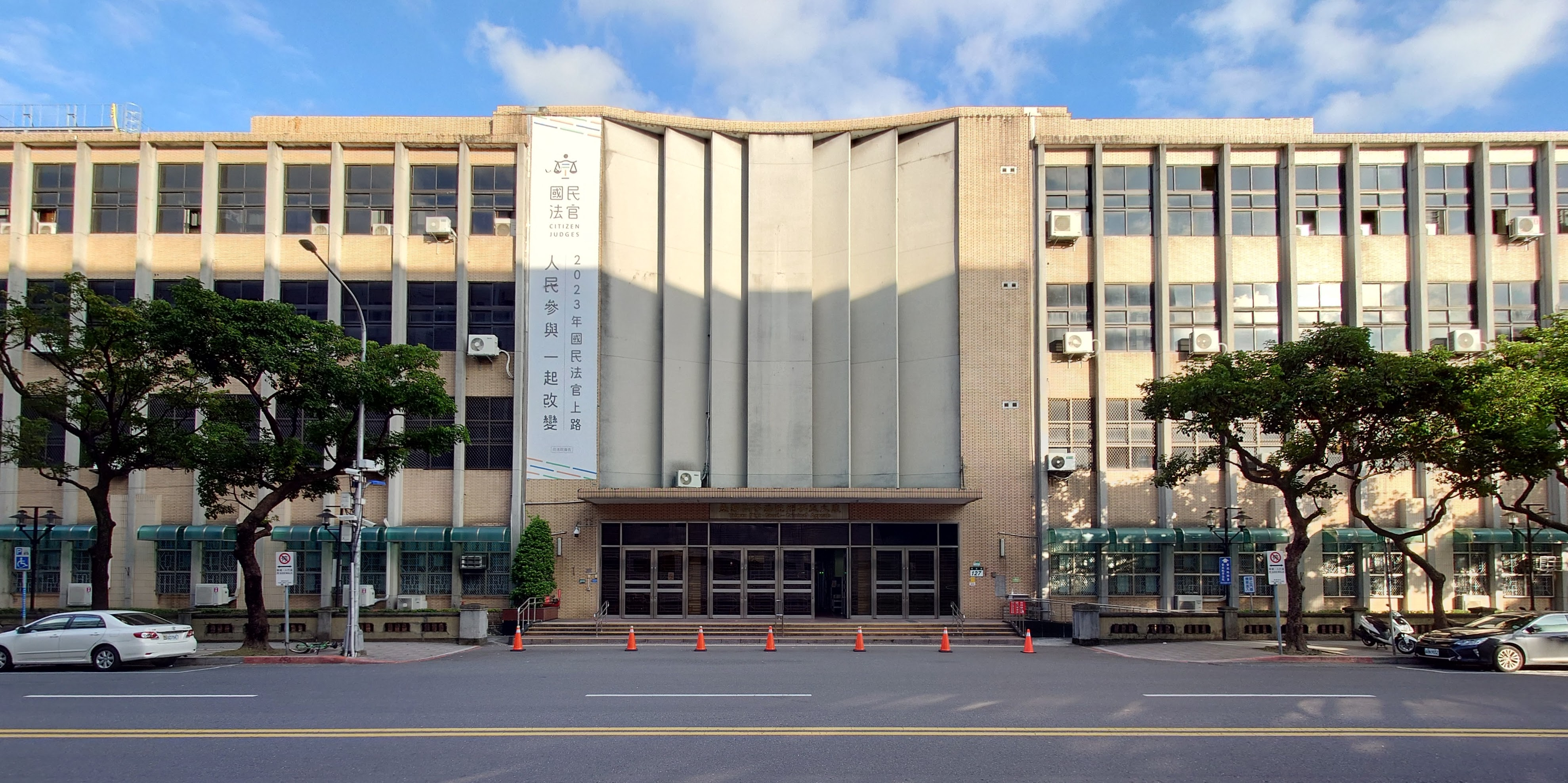
台灣高等法院刑事庭大廈

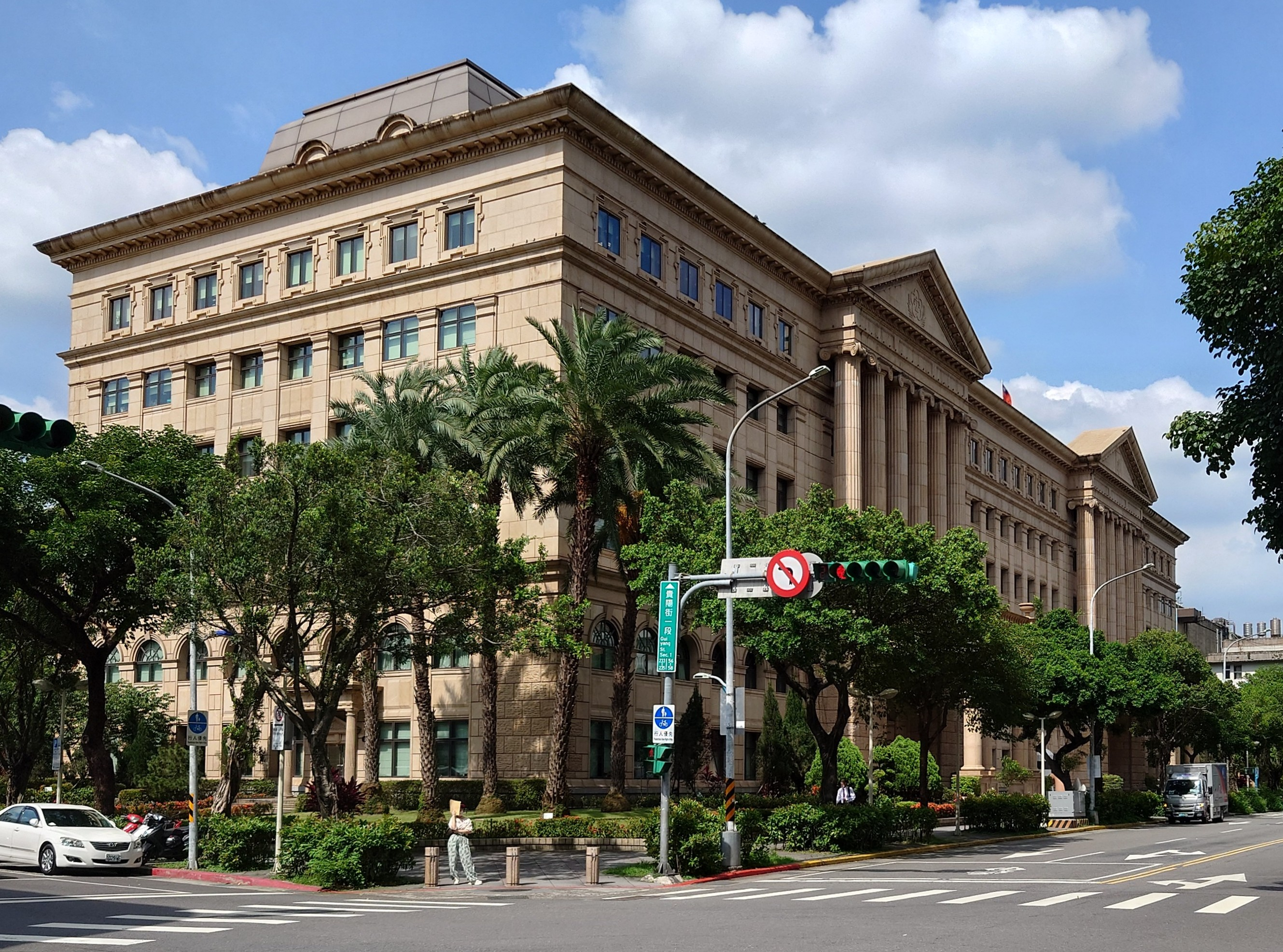
司法第二大廈，由臺灣高等法院民事庭、最高檢察署、法務部第二辦公室合署辦公

臺灣高等法院，簡稱高等法院、臺高院、高本院或高院，院本部位於臺灣臺北市中正區重慶南路一段，是中華民國的二級普通法院之一，組織上直屬司法院，審級上則以最高法院為上級審法院。臺灣高等法院設有臺中、臺南、高雄、花蓮4所分院。行政法院即個別設立在台北、台中、高雄三所高等行政法院。

## 沿革

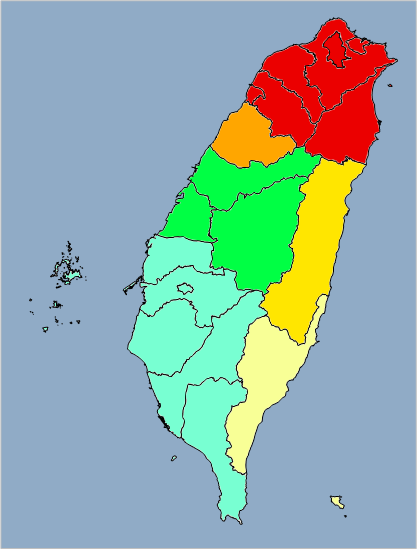
臺灣高等法院本院管轄區域變動圖
■■■■■■1896年 7月~1947年 5月
■■■■■　1947年 6月~1950年
■■■■　　1950年　　~1962年10月
■■■　　　1962年11月~1965年 4月
■■■■　　1965年 5月~1972年 7月
■■　　　　1972年 7月~1997年12月
■　　　　　1998年 1月迄今
註：1898年7月至1919年8月間無高等法院之設置

### 日治時期
今日臺灣高等法院的前身應追溯至日治時期，1895年日本取得台灣，其後不久開始著手將西方司法制度引入台灣。台灣總督府於同年10月7日以軍事命令發布《臺灣總督府法院職制》，設臺灣總督府法院一座於台北，並於台灣各地置支部共11個；然由於依該《職制》審判僅一審且為終審，臺灣總督府法院僅是台北地區的最高審判機關，並無高等法院之設。
- 1896年，台灣總督桂太郎廢止軍政，改行民政，發布律令第一號《台灣總督府法院條例》，改採三級三審制，於該年7月15日成立高等法院、覆審法院及地方法院；其中的高等法院全稱為臺灣總督府高等法院，可視為本院之濫觴。本院首任院長為高野孟矩，當時無適當處所設置院舍，故暫借大稻埕之一民屋辦公。

- 1898年7月19日，臺灣總督府改正《臺灣總督府法院條例》，廢止高等法院，改採二級二審制，僅餘覆審法院及地方法院二種；因此，組織法上暫無以「高等法院」為名的法院。

日本本土前此雖亦曾有名為「臨時法院」及「高等法院」的審判機關，但當時係以「裁判所」稱法院，上開命令使用「法院」而不以日本本土慣用之「裁判所」以稱呼審判機關，乃是因為當時台灣實行軍政，統治者又不願逕以「軍事法庭」為名，因此另外援引「法院」一詞代之，並沿用至日治終了以迄現今，因此台灣審判機關意外地早就以「法院」為名，與同樣繼承歐陸及日本而其後由國府帶入的中國審判系統正好相同。
- 1919年8月，在明石元二郎總督任內，台灣司法制度再度改革，臺灣總督府法院於斯時倣效朝鮮之三審制，採取二級三審制，將覆審法院廢止，重新設立高等法院，又將高等法院分為覆審部及上告部，上告部成為當時台灣的終審法院。

- 1927年台灣的地方法院又分置單獨部及合議部，惟本院組織仍未變。當時的臺灣總督府高等法院位於文武町三丁目，原係徵收民宅修建木造院落5棟，同時供臺灣總督府高等法院及台北地方法院辦公，至1929年始動工改建，1934年4月，建築落成，是一棟三層鋼筋水泥大廈，高度僅次於總督府建築，同年遷入辦公，該建築即今司法大廈。

- 1943年，因二次大戰戰局吃緊，日本政府為求減輕法院負擔，將本土裁判所之戰時體制適用於台灣，對地方法院單獨部判決不服者得直接上訴於本院覆審部，再度成為二級二審制，該制行使至日治結束。計日治末期，臺灣總督府高等法院共轄有8座地方法院及地方法院支部，分別是台北及其宜蘭支部、花蓮港支部、新竹、台中、台南及其嘉義支部與高雄地方法院。

### 中華民國時期
- 1945年，二次大戰結束，中華民國國民政府接收台灣，司法行政部派楊鵬為首任臺灣高等法院院長來臺接收各級法院，同年11月1日接收臺灣總督府高等法院完畢之後，正式將其全稱改為今名臺灣高等法院。

- 本院位在台北市，而台灣各地方法院第一審民、刑事上訴及抗告案件，均須由本院審理，因此台灣南部訴訟當事人咸感不便，故該院奉司法行政部核准後，於1947年6月1日設立臺灣高等法院第一分院，次年（1948年）1月1日，再改為今名臺灣高等法院臺南分院，此為本院第一座分院，當時管轄台灣西部雲林縣以南及澎湖縣的案件。

- 1962年11月1日再成立第二座分院─臺灣高等法院臺中分院，當時管轄台灣西部台中縣以南、嘉義縣以北的案件。

- 1965年5月1日，設立臺灣高等法院花蓮臨時庭轄花蓮縣及台東縣，1972年7月15日，本院更以花蓮臨時庭成立臺灣高等法院花蓮分院，轄區與臨時庭時期同。

- 1968年3月11日法庭大廈完工，同年7月1日啟用，遷移法院法庭及檢察官偵查庭（當時院檢不分）至此。

- 1990年2月1日再成立臺灣高等法院高雄分院，管轄高雄、屏東及澎湖地區地方法院之第二審上訴、抗告案件及該地區屬於高等法院管轄之第一審案件，同年5月1日，開始受理案件。

- 1998年7月30日，司法大廈被內政部指定公告為國定古蹟。

- 2000年間因本院人員、審判業務俱增，司法院與法務部增建第二辦公大廈。第二辦公大廈於2004年3月落成啟用，一半空間提供高等法院民事庭使用；原法庭大廈僅餘刑事庭，改稱刑事庭大廈。司法第二辦公大廈原編列總工程款新臺幣11億5,000多萬元，由高院編列三分之二、法務部負擔三分之一。[2]

- 2017年桃園地方院檢遷至新址，部分桃園市議員、地方人士爭取在舊址成立臺灣高等法院桃園分院，未有結果。[3][4]

## 歷任院長
| 任別 | 姓名       | 上任          | 卸任          |
| 院長 | 院長       | 院長          | 院長          |
| ---- | ---------- | ------------- | ------------- |
| 1    | 楊鵬       | 34年11月      | 37年1月       |
| 2    | 葛之覃     | 37年1月       | 39年5月       |
| 3    | 史延程     | 39年5月       | 47年9月       |
| 4    | 李學燈     | 47年9月       | 51年10月      |
| 5    | 孫德耕     | 51年10月      | 59年8月       |
| 6    | 錢國成     | 59年8月       | 61年8月       |
| 7    | 周旋冠     | 61年8月       | 67年9月       |
| 8    | 洪壽南     | 67年9月       | 68年6月       |
| 9    | 褚劍鴻     | 68年6月       | 76年5月16日   |
| 10   | 羅萃儒     | 76年5月16日   | 79年9月17日   |
| 11   | 葛義才     | 79年9月17日   | 82年2月27日   |
| 12   | 柴啟宸     | 82年2月27日   | 84年1月21日   |
| 13   | 廖茂榮代理 | 84年1月21日   | 84年4月27日   |
| 14   | 鍾曜唐     | 84年4月27日   | 86年12月18日  |
| 15   | 楊仁壽     | 86年12月18日  | 88年3月12日   |
| 16   | 吳啟賓     | 88年3月15日   | 90年9月24日   |
| 17   | 曾有田     | 90年9月24日   | 92年10月1日   |
| 18   | 蔡秀雄代理 | 92年10月1日   | 92年11月3日   |
| 19   | 張信雄     | 92年11月3日   | 97年1月22日   |
| 20   | 黃水通     | 97年1月22日   | 99年8月2日    |
| 21   | 張耀彩代理 | 99年8月2日    | 99年10月28日  |
| 22   | 楊鼎章     | 99年10月28日  | 101年2月16日  |
| 23   | 陳晴教代理 | 101年2月16日  | 101年3月30日  |
| 24   | 陳宗鎮     | 101年3月30日  | 103年1月22日  |
| 25   | 石木欽     | 103年1月22日  | 106年12月20日 |
| 26   | 李彥文     | 106年12月20日 | 112年1月16日  |
| 27   | 高金枝     | 112年1月16日  | 現任          |

## 管轄
| 區域 | 備註 |          |
| 土地管轄 | 土地管轄 | 土地管轄 |
| --- | --- | -------- |
| 基隆市 宜蘭縣 新北市 台北市 桃園市 新竹縣 新竹市 | 總面積約7,353平方公，總人口已逾1,043萬人（2013年1月）；轄區法院為臺灣基隆地方法院、臺灣宜蘭地方法院、臺灣臺北地方法院、臺灣新北地方法院、臺灣士林地方法院、臺灣桃園地方法院及臺灣新竹地方法院等7座。 |          |
| 事務管轄 | |          |
| 1. 不服地方法院第一審判決之民、刑事訴訟上訴案件。 2. 不服地方法院第一審裁定之抗告案件。 3. 內亂、外患及妨害國交之第一審案件（以本院為第一審）。 4. 其他法律規定之訴訟案件。 | |          |
| 依法院組織法第3條第2項規定：「高等法院審判案件，以法官三人合議行之。」因此現今本院審判庭（非準備庭）須由法官三人合議審判。                                                  | |          |

## 搬遷
臺灣高等法院未來將搬遷至臺北市中正區華山大草原新建的華山司法園區。

## 組織
- 院長

### 審判
- 民事庭
- 刑事庭

### 公設辯護
- 公設辯護人室

### 行政
- 書記處（書記官長）
  - 民事紀錄科
    - 第一科
    - 第二科

  - 法官助理室
  - 刑事紀錄科
    - 第一科
    - 第二科

  - 文書科
  - 總務科
  - 研究考核科
  - 資料科
  - 訴訟輔導科
  - 法警室
- 人事室
- 會計室
- 統計室
- 政風室
- 資訊室

### 各委員會
- 法官自律委員會
- 刑事補償事件求償委員會
- 職務評定委員會
- 律師懲戒委員會
- 民間公證人懲戒委員會
- 考績委員會
- 徵審委員會
- 訴願審議委員會
- 國家賠償事件委員會[6]

## 特色
- 在中華民國的二級普通法院中，本院之訴訟管轄區域雖非最大，仍次於臺灣高等法院臺中分院，但轄區逾千萬之人口，幾占台灣總人口之半數，則為所有二級普通法院之首。
- 本院位於台北市的博愛特區內，與最高法院、最高行政法院、臺北地方法院、臺北地檢署及法務部等多個司法、法務機關比鄰。
- 本院是台灣最重要的法院之一，原則上職司事務最繁雜的台灣北部地區之二審業務，除須面對下級審法院上訴、抗告案件之外，同時亦須擔負最高法院發回之更審甚至是再審等案件，因此幾乎大部分發生於台灣北部的重大案件皆曾為本院所審理。

### 引用
1. ↑   (PDF). 中華民國104年司法統計年報. 司法院統計處. 2016  [2016-08-31]. （原始内容 (PDF)存档于2021-03-09）.
2. ↑  司法新廈啟用 陳定南吐槽.自由時報.2004-03-09的存檔，存档日期2013-04-29.
3. ↑  桃園高分院落腳舊司法園區？ 議員反對 （页面存档备份，存于）.自由時報.2017-04-15
4. ↑  桃市府提供舊地院、地檢用地　爭取高院設分院 （页面存档备份，存于）.ETtoday新聞雲.2017-03-15
5. ↑  王宏舜; 林孟潔. . 聯合報.   [2022-12-07]. （原始内容存档于2022-12-09）.
6. ↑  組織架構 （页面存档备份，存于）.臺灣高等法院.2021-02-01

## 外部連結
- 臺灣高等法院 （页面存档备份，存于） 官方网站（中文）（英文）